# The Magician's Birthday Party
The Magician's Birthday Party è il decimo album dal vivo del gruppo musicale rock britannico Uriah Heep. È stato registrato al London Shepherd's Bush Empire, Londra, il 7 dicembre 2001, e pubblicato nell'aprile dell'anno successivo. C'è la presenza di Ken Hensley e John Lawton.

## Tracce
1. Return to Fantasy (Hensley/Byron)
2. Tales (Hensley)
3. Sweet Pretender (Bolder)
4. I'll Keep on Trying (Box/Byron)
5. July Morning (Hensley/Byron)
6. Paradise / The Spell (Hensley)
7. Circle of Hands (Hensley)
8. The Magician's Birtday (Hensley/Box/Kerslake)
9. Sympathy (Hensley)
10. Free 'N' Easy (Lawton/Box)
11. Sunrise (Hensley)
12. Easy Livin' (Hensley)

## Formazione
- Bernie Shaw - voce
- Mick Box - chitarra
- Phil Lanzon - tastiere
- Trevor Bolder - basso
- Lee Kerslake - batteria